# Graphium evombar
Graphium evombar är en fjärilsart som först beskrevs av Jean Baptiste Boisduval 1836.  Graphium evombar ingår i släktet Graphium och familjen riddarfjärilar. Inga underarter finns listade i Catalogue of Life.